# Wu-Tang: Американская сага
«Wu-Tang: Американская сага» (англ. Wu-Tang: An American Saga) — американский драматический сериал, созданный RZA и Алексом Тсе, премьера которого состоялась 4 сентября 2019 года на Hulu. В сериале показана вымышленная история формирования «Wu-Tang Clan».

## Сюжет
История разворачивается в Нью-Йорке в разгар эпидемии крэк-кокаина в начале 1990-х годов. Сериал рассказывает о молодом музыканте Бобби Диггзе (Эштон Сандерс), который живёт в гетто и приторговывает наркотиками. В поисках выхода он обращается к рэпу, чтобы проложить путь к славе, идя против своего старшего брата Дивайна (Джулиан Элайджа Мартинес), который предпочитает торговлю наркотиками как средство для улучшения жизни своей семьи. В итоге, Диггз объединяет дюжину молодых чернокожих парней, разрывающихся между музыкой и преступностью в легендарный «Wu-Tang Clan».

## В ролях

### Основные
- Эштон Сандерс — Бобби Диггз/Prince Rakeem
- Шамик Мур — Sha
- Сиддик Сондерсон — Денис Коулз/D-Lover
- Джулиан Элайджа Мартинес — Дивайн Диггз
- Маркус Каллендер — Пауэр Грант
- Эрика Александер — Линда Диггз
- Золи Григгз — Шурри Диггз
- Дэвид «Дэйв Ист» Брюстер — Method Man
- Ти-Джей Атомс — Ason Unique
- Джонелл Ксавьер Янг — Гари/Allah Justice

### Остальные
- Джоуи Бэдэсс — Rebel
- Калеб Кастилле — Дэррил Хилл/Chino
- Трейс Малачи — Бобби Диггз в детстве
- Джайдон Уоллш — Дивайн Диггз в детстве
- Винсент Пасторе — Толстый Ларри
- Энтони Чисхольм — старик-шахматист
- Хорхе Лендеборг-младший — Jah Son
- Эбони Обсидиан — Ниа
- Стивен Хендерсон — дядя Холлис
- Натали Картер — мисс Глория
- Буким Вудбайн — Джером
- Джейми Гектор — Андре Ди Андре
- Юстус Дэвид-Грэм — Рэнди Диггз
- Сэмюэль МакКой-Джонсон — Darius Coles
- Джейк Хоффман — Стив Рифкинд
- Мандела Ван Пиблз — 9-й принц/Шэнк

## Производство

### Разработка
11 октября 2018 года было объявлено, что Hulu заказал сериал, состоящий из десяти эпизодов. Сериал был создан RZA и Алексом Тсе, которые написали сценарий и стали исполнительными продюсерами вместе с Брайаном Грейзером, Меррином Данги и Method Man. Консультантами сериала стали Ghostface Killah, Inspectah Deck, Masta Killa и GZA. Производственной компанией стала «Imagine Television».

### Съёмки
Основные съёмки для сериала началась в феврале 2019 года в Нью-Йорке.

## Эпизоды
| №  | Название                  | Режиссёр         | Автор сценария  | Дата премьеры    |
| -- | ------------------------- | ---------------- | --------------- | ---------------- |
| 1  | «Can It Be All So Simple» | Крис Робинсон    | RZA и Алекс Тсе | 4 сентября 2019  |
| 2  | «Winter Warz»             | Норберто Барба   | RZA и Алекс Тсе | 4 сентября 2019  |
| 3  | «All In Together Now»     | Даррен Грант     | RZA и Алекс Тсе | 4 сентября 2019  |
| 4  | «All That I Got Is You»   | Тара Николь Уэйр | Родни Барнс     | 11 сентября 2019 |
| 5  | «Cold World»              | Джет Уилкинсон   | Райан О’Нан     | 18 сентября 2019 |
| 6  | «Impossible»              | Крейг Зиск       | Зина Кэмблин    | 25 сентября 2019 |
| 7  | «Box in Hand»             | Малкольм Д. Ли   | Челси Лора      | 2 октября 2019   |
| 8  | «Labels»                  | Тара Николь Уэйр | Габе Фонсека    | 9 октября 2019   |
| 9  | «I Declare War»           | Крейг Зиск       | Зак Шварц       | 16 октября 2019  |
| 10 | «Assassination Day»       | Колин Бакси      | Emily Shesh     | 23 октября 2019  |